# Dammhättesnäcka
Dammhättesnäcka (Acroloxus lacustris) är en snäckart som först beskrevs av Carl von Linné 1758. Dammhättesnäckan är en sötvattenlevande snäcka och ingår i släktet Acroloxus, och familjen dammhättesnäckor. Arten är reproducerande i Sverige.